# Добра-Вода (Бойник)
Добра-Вода (серб. Добра Вода) — населённый пункт в общине Бойник Ябланичского округа Сербии.

## Население
Согласно переписи населения 2002 года, в селе проживало 88 человек (81 серб, 4 черногорца, 1 югослав и 2 других).
| Численность населения | Численность населения | Численность населения | Численность населения | Численность населения | Численность населения | Численность населения | Численность населения |
| 1948                  | 1953                  | 1961                  | 1971                  | 1981                  | 1991                  | 2002                  | 2011                  |
| --------------------- | --------------------- | --------------------- | --------------------- | --------------------- | --------------------- | --------------------- | --------------------- |
| 359                   | 389                   | 406                   | 329                   | 200                   | 110                   | 88                    | 57                    |